# 文章生
文章生（もんじょうしょう）とは古代・中世の日本の大学寮にて紀伝道を専攻した学生（がくしょう）。文人（もんじん）・進士（しんし）ともいう。

## 概要
定員は20名で、天平2年（730年）3月、文章得業生とともに設置されている。式部大輔あるいは少輔が宣旨により、擬文章生および登省の宣旨を受けた学生・蔭子孫に省試として詩賦を課し、文章博士とともに成績を調査して及第者を採用したものである。入学資格を白丁・雑任とし、庶人にまで門戸を開いたものであったが、紀伝道の地位が上昇することにより貴族化し、閉鎖的な地位となった。文章得業生となって対策に及第して任官するのが本来の形式であるが、文章生となって直ちに対策を受ける場合や、あるいは文章生となってからの年数で任官する場合が殆どであった。